# Condado de Tippah (Misisipi)
El condado de Tippah (en inglés: Tippah County), fundado en 1836, es un condado del estado estadounidense de Misisipi. En el año 2000 tenía una población de 20.826 habitantes con una densidad poblacional de 18 personas por km². Las sede del condado es Ripley.

## Geografía
Según la Oficina del Censo, el condado tiene un área total de 1191 km² (459,8 mi²), de la cual 1186 km² (457,9 mi²) es tierra y 5 km² (1,9 mi²) es agua.

## Demografía
En el 2000 la renta per cápita promedia del condado era de $ 29 300, y el ingreso promedio para una familia era de $34 547. El ingreso per cápita para el condado era de $14 041. En 2000 los hombres tenían un ingreso per cápita de $27 505 frente a $20 446 para las mujeres. Alrededor del 16,90% de la población estaba bajo el umbral de pobreza nacional.

## Condados adyacentes
- Condado de Hardeman (norte)
- Condado de Alcorn (noreste)
- Condado de Prentiss (sureste)
- Condado de Union (sur)
- Condado de Benton (oeste)

## Localidades
Ciudades
- Ripley

Pueblos
- Blue Mountain
- Dumas
- Falkner
- Walnut

Áreas no incorporadas
- Brownfield
- Chalybeate
- Tiplersville

## Principales carreteras
- U.S. Highway 72
- Carretera 2
- Carretera 4
- Carretera 15